# Jasper (Alabama)
Jasper is een plaats (city) in de Amerikaanse staat Alabama, en valt bestuurlijk gezien onder Walker County.

## Demografie
Bij de volkstelling in 2000 werd het aantal inwoners vastgesteld op 14.052.
In 2006 is het aantal inwoners door het United States Census Bureau geschat op 14.117, een stijging van 65 (0,5%). In 2019 werd het aantal geschat op 13.431.

## Geografie
Volgens het United States Census Bureau beslaat de plaats een oppervlakte van
69,6 km², geheel bestaande uit land. Jasper ligt op ongeveer 106 m boven zeeniveau.

## Geboren
- Polly Holliday (1937), actrice
- Sandy Posey (1944-2024), zangeres
- Michael Rooker (1955), acteur

## Plaatsen in de nabije omgeving
De onderstaande figuur toont de plaatsen in een straal van 24 km rond Jasper.